# Masuji Ibuse
Masuji Ibuse (jap. 井伏 鱒二 Ibuse Masuji; ur. 15 lutego 1898 w Kamo, zm. 10 lipca 1993) – pisarz japoński.
Urodził się w rodzinie ziemiańskiej we wsi Kamo (dziś część miasta Fukuyama) w pobliżu Hiroszimy. Szkołę średnią ukończył w Fukuyamie i następnie wstąpił na Wydział Literatury Uniwersytetu Waseda (1919). Debiutował w czasie studiów opowiadaniami: Koi (Karp, 1922) i Sanshōuo (Salamandra, 1923).
W 1941 r. został powołany do wojska i wysłany do Singapuru, do pracy w redakcji. Po powrocie w 1942 r. zamieszkał w Kōfu, później pod Hiroszimą, gdzie przeżył bombardowanie nuklearne. Jego powieść Kuroi ame (Czarny deszcz, 1966) jest pierwszą powieścią dokumentalną o tragedii tego miasta.
Ibuse, spośród pisarzy związanych z grupami modernistów, wyróżniał się poczuciem humoru i umiejętnością obserwacji. Patrzył na świat z pewnej perspektywy. Jego bohaterowie rzadko bywają heroiczni, często zachowują się zabawnie. Są pogodzeni z losem, rozumieją nieuniknioność powtarzalnych zmian.

## Dzieła wybrane[3]
- Yofuke to ume no hana (Kwiaty śliwy nocą, 1925)
- Jon Manjirō hyōryūki (Kronika rozbitka Johna Manjirō, 1938)
- Sazanami gunki (Zmarszczki na wodzie – zapiski wojenne, 1938)
- Shiraga (Siwe włosy, 1948)
- Yōhai taichō (Dowódca, 1950)
- Honjitsu kyūshin (Dziś nie ma przyjęć, 1949-1950)
- Ekimae ryokan (Hotelik przy dworcu, 1956)
- Kuroi ame (Czarny deszcz, 1966)

## Nagrody
- 1938 – Nagroda Naoki
- 1950 i 1972 – Nagroda Yomiuri
- 1956 – Nagroda Japońskiej Akademii Sztuki
- 1966 – Nagroda Literacka Noma
- 1966 – Order Kultury